# Dorin Speranția
Dorin Speranția (nume complet Dorin-Marcel-Theodor Speranția; n. 28 februarie 1920, Cluj, România – d. 28 aprilie 1997, Onești, Bacău, România) a fost un  om de cultură, muzicolog, artist fotograf și medic biolog român.

## Biografie
Dorin-Marcel-Theodor Speranția s-a născut pe 28 februarie 1920 la Cluj, ca fiu al lui Eugeniu Speranția, director al Resortului Învățământului pentru Ardeal, doctor în filosofie, și al Constanței Speranția (născută Theodoru), studentă la pian a Conservatorului din Cluj. Bunicul său, Theodor Speranția a fost membru al Academiei Române.
Și-a petrecut copilăria la Oradea, unde tatăl său, conferențiar de filosofie juridică la Academia de Drept, preda în învățământul secundar. În 1934 familia se mută la Cluj, unde el urmează cursurile Seminarului Pedagogic Universitar până în 1938 și apoi Facultatea de Științe Naturale.
La 17 ani devine membru asociat la Congresele Internaționale de Estetică și de Filosofie la Paris, alături de delegația  română (Tudor Vianu, Eugeniu Speranția, Petru Comarnescu etc.) Totodată studiază pianul cu George Ciolac și teoria muzicală cu Marțian Negrea. Din toamna anului 1938 preia cronica muzicală la săptămânalul Țară Nouă, la Pagini literare unde îi apar 17 poeme în proză. Susține mici recitaluri de pian, comentate, la Conservator și în sala Colegiului Academic Universitar.
În 1939 publică două lucrări în Analele Academiei de Știință și ține prima conferință științifică publică, la Institutul de Biologie, la invitația profesorului Emil Racoviță.
În urma divizării Universității de la Cluj datorită dictatului de la Viena din 1940 și a strămutării acesteia la Timișoara, respectiv la Sibiu, tânărul student preferă să-și continue studiile la București, unde stabilește strânse legături cu grupuri de scriitori și oameni de artă, mai ales prin intermediul lui Petru Comarnescu. Gruparea de la Universul Literar îi oferă o rubrică permanentă, „Pe margini de program”, pe care o redactează până în anul 1942.
În 1941 primește rubrici permanente la Revista Fundațiilor, Meșterul Manole. Se integrează în grupul muzicienilor Constantin Silvestri, Dinu Lipatti, Mihai Brediceanu, Vasile Filip, Madeleine Lipatti, Florica Muzicescu, participând la seri muzicale săptămânale unde erau invitați adesea dirijori și soliști veniți să concureze la Filarmonică sau la Orchestra Radio. A fost în repetate rânduri invitat la George Enescu, singur sau alături de prietenii săi.
Liviu Rebreanu îl invită personal în 1942 să colaboreze la noul său cotidian Viața și tot atunci revine la Sibiu, ca asistent la Catedra de Biochimie. Consiliul Facultății de Medicină îi aprobă intrarea în anul II la medicină, sub rezerva a două examene de diferență.
În 1945 se constituie Cercul literar din Sibiu, dintre ai cărui membri fondatori face parte și Dorin Speranția, alături de nume de marcă în istoria  literaturii române, ca : Radu Stanca, Ștefan Augustin Doinaș, Ion Negoițescu, Cornel Regman ș.a. La întâlnirile săptămânale ale cercului participă cu regularitate și Lucian Blaga, dar și alte personalități ale culturii române. Dorin Speranția are contribuții diverse la activitatea cercului: conferințe, lecturi, recitaluri de pian. Fiind solicitat și de cercul muzical al sașilor, participă de mai multe ori la manifestări organizate în comun, unele chiar la Muzeul Brukenthal. Publică articole în presa centrală și locală și pregătește teza de doctorat în biologie.
Obține diploma de doctor în medicină în 1946 și se căsătorește cu Arabela Șandor, studentă la chimie, iar în 1948 se naște unicul său fiu, Cristian-Claudiu. Familia se stabileșteîn 1948 la Arad, unde Dorin Speranția ocupă un post la Spitalul Județean și conduce laboratorul din Policlinică, apoi și pe cel al Spitalului de Pediatrie.
Este cooptat în 1951 în Consiliul artistic al Filarmonicii din Arad, proaspăt înființată și colaborează cu diverse organizații culturale, pregătind audiții publice cu discuri sau muzică live, într-o ritmicitate de două manifestări pe săptămână, timp de peste 10 ani. Apare ca pianist în concertele orchestrei sau concerte de cameră. Își petrece timpul liber străbătând numeroase trasee turistice împreună cu familia și prietenii.
Din 1954 este încadrat medic primar la Spitalul de Pediatrie din Arad. Devine în 1956 membru al Asociației Artiștilor Fotografi (AAF), asociație prin intermediul căreia participă la numeroase expoziții în țară, dar și la saloanele internaționale (Londra, Barcelona, Madrid, Florența, Buenos Aires, Toronto, Viena, Budapesta, Praga, Moscova, având în total peste 50 de expoziții) de-a lungul a peste 20 de ani, interval în care a avut și expoziții personale la București (2), Arad, Timișoara, Bacău, Onești.
În anul 1963 se transferă la Onești, unde noul spital, aflat în construcție, promitea o perspectivă deosebită. Timp de nouă ani funcționează ca  șef al laboratorului. Totodată se implică în viața culturală a orașului, în toată diversitatea ei: audiții, expoziții, organizare de conferințe, Zilele Culturii Călinesciene, activitatea Cenaclului Junimea Nouă, devenind Societatea, apoi Fundația Națională „George Călinescu”. Seratele muzicale săptămânale, găzduite inițial de Casa de Cultură, apoi de Biblioteca Municipală, au continuat câte 1-2 pe săptămână, timp de peste 30 de ani. Participă susținut la manifestările de la Tescani. Este membru fondator al Fundației Naționale „George Enescu”. Își continuă activitatea publicistică, fiind o prezență constantă în presa județeană și locală, dar și autor al unor articole în reviste ca Muzica, România literară, ARC. S-a ocupat de proiecția de diapozitive cu coloană sonoră, în special pe teme turistice, (prilejuite de mai multe călătorii europene), la solicitarea unor colective de la Spitalul Municipal, Casa de Cultură, Biblioteca Municipală, școli și alte instituții și întreprinderi din oraș devenind, într-o vreme, pansamentul cultural al orașului. A fost un ambasador cultural peste hotarele țării, fie proiectând diapozitive, fie vorbind despre România, arta și muzica ei, la manifestări publice de amploare cum ar fi festivalurile internaționale de folclor. În acest sens a avut prezențe la TV France Culture și la Radio France Musique.
Se stinge din viață în 1997, la vârsta de 77 de ani, lăsând o donație testamentară excepțională Bibliotecii Municipale „Radu Rosetti” din Onești.

## Donația testamentară „dr. Dorin Speranția”
Donația testamentară „dr. Dorin Speranția” din cadrul Bibliotecii Municipale „Radu Rosetti” din Onești cuprinde:
- peste 1.369 volume, cărți din toate domeniile: istorie, geografie, medicină, religie, psihologie, filosofie, beletristică, cărți în diferite limbi străine, cărți cu autograf dar și cărți scrise de tatăl său, sociologul Eugeniu Speranția, care se află în ediție primă;
- articole publicate în reviste și ziare ale vremii, dar și articole nepublicate, aflate în manuscrise;
- 549 fotografii care au stat la baza organizării expozițiilor : „Dorin Speranția - Harul obiectivului” din anul 1998 și „Simfonie în alb și negru” din anul 2002 organizate de către Biblioteca Municipală „Radu Rosetti”;
- peste 500 de discuri cu muzică clasică prin intermediul cărora Dorin Speranția a susținut seratele muzicale „Arta de a asculta” din cadrul bibliotecii;
- toată colecția de diaporame, cu teme turistice care, pe suportul unei coloane sonore, stăteau la baza numeroaselor proiecții solicitate de școli și instituții diverse, înainte de 1989;
- peste 180 de albume de artă reprezentând pictura Renașterii, impresionismul, barocul, modernismul.[3]

## Manifestări culturale
Expoziția documentară „Dorin Speranția - Arta de a te dărui celorlalți”, inaugurată la 26 aprilie 2007, deschisă în holul Bibliotecii Municipale „Radu Rosetti” din Onești prezintă o parte din donația testamentară evaluată la peste 4.000 de cărți, albume, de artă, fotografii, diaporame, manuscrise, documente de familie, diplome și distincții.